# Wolfgang Blenk
Wolfgang Blenk (* 28. Juli 1926 in Dornbirn; † 20. Juli 1996 ebenda) war ein österreichischer Politiker (ÖVP) aus dem Bundesland Vorarlberg. Er war von 1970 bis 1990 Abgeordneter zum österreichischen Nationalrat und von 1976 bis 1991 Mitglied der parlamentarischen Versammlung des Europarates.

## Ausbildung und Beruf
Wolfgang Blenk wurde am 28. Juli 1926 als Sohn des Baumeisters Josef Blenk und dessen Frau Ida (geb. Allgäuer) in der Stadt Dornbirn im Vorarlberger Rheintal geboren. Nach dem Besuch der Volksschule und der Bundesrealschule Dornbirn, wo er im Jahr 1944 die Matura ablegte, studierte Wolfgang Blenk ab Mitte der 1940er-Jahre zunächst Romanistik und Volkswirtschaft sowie schließlich Rechtswissenschaften an der Universität Innsbruck. Im Jahr 1949 wurde er ebendort zum Doktor der Rechte (Dr.iur) promoviert. Blenk war seit seiner Studienzeit ab 1945 Mitglied der ÖCV-Verbindung AV Austria Innsbruck und ab 1968 Ehrenphilister der katholischen Mittelschulverbindung KMV Siegberg Dornbirn.
Nach Absolvieren der Gerichtspraxis trat Wolfgang Blenk im Jahr 1949 in den Dienst der Vorarlberger Handelskammer ein. Von 1953 bis 1957 war er Österreichischer Handelsdelegierter in Rom und Istanbul, anschließend Leiter des Außenhandelsreferats Südeuropa der Bundeswirtschaftskammer. Weitere Leitungspositionen hatte er inne als Leiter der rechtspolitischen Abteilung der Handelskammer Vorarlberg und schließlich als Leiter der wirtschaftspolitischen Abteilung der Handelskammer von 1973 bis 1990.

## Politisches Wirken
Blenk beantragte am 3. April 1943 die Aufnahme in die NSDAP und wurde zum 9. April 1944 aufgenommen (Mitgliedsnummer 9.850.951). Er wurde im Jahr 1959 zum stellvertretenden Stadtparteiobmann der ÖVP Dornbirn gewählt und war ab dem 23. April 1965 bis zum Jahr 1970 Mitglied des Stadtrats seiner Heimatstadt.
Erstmals als Abgeordneter zum Nationalrat angelobt wurde Wolfgang Blenk am 31. März 1970. Er war in der Folge Wirtschafts- und Wissenschaftssprecher der ÖVP-Fraktion im Nationalrat Mehr als 20 Jahre lang wirkte Blenk in insgesamt sechs Gesetzgebungsperioden als Abgeordneter zum Nationalrat. 1976 wurde er parallel dazu Mitglied der Parlamentarischen Versammlung des Europarates, wo er ab 1981 Vorsitzender der Fraktion der Christdemokraten war. In den Jahren 1983/84 präsidierte er auch als Vizepräsident des Europarats. Erst am 4. November 1990 schied Blenk aus dem Parlament aus und ging in Pension.

## Privatleben
Wolfgang Blenk war verheiratet mit Barbara (geb. Gaudl) und bekam mit dieser drei gemeinsame Kinder. Seine 1969 geborene Tochter Andrea war von 2009 bis 2013 Landesrätin in der Vorarlberger Landesregierung und ist seit 2013 Bürgermeisterin von Dornbirn.

## Auszeichnungen
- 1978: Großes Goldenes Ehrenzeichen für Verdienste um die Republik Österreich[4]
- Julius-Raab-Ehrenmedaille
- 1990: Großes Silbernes Ehrenzeichen mit dem Stern für Verdienste um die Republik Österreich
- 1991: Silbernes Ehrenzeichen des Landes Vorarlberg
- 1991: Großes Goldenes Ehrenzeichen mit dem Stern für Verdienste um die Republik Österreich